# أجوف الميسم
أجوف المِيْسَم (الاسم العلمي: Coelogyne)، جنس نباتات يضم أكثر من 200 نوع هوائي ذات تفرع كاذب المحور وتنتمي إلى فصيلة السحلبية. تنتشر في جميع أنحاء الهندوالصين وإندونيسيا وجزر فيجي، ومراكزها الرئيسية في بورنيو وسومطرة وجبال الهيمالايا. يمكن العثور عليها في غابات الأراضي المنخفضة المدارية إلى الغابات المطيرة الجبلية.